# 普通話水平測試
普通話水平測試（Pǔtōnghuà Shǔipíng Cèshì，簡稱PSC），是1994年10月由中華人民共和國國家語言文字工作委員會、國家教育委員會、廣播電影電視部共同發佈的一項語言考試制度，以口试形式进行，检测应试者掌握和运用普通话能力的水平而不是口才。考试过程全程录音。在考试结束后，获得足够成绩的应试者可以获得对应的普通话水平证书。
普通话水平等级分为三级六等：从高到低分为一级、二级、三级，每个等级分为甲乙两等，最高为一级甲等，最低为三级乙等。一些职业對普通话等级有所要求，比如教师要求普通话等级不得低于二级乙等（语文教师不得低于二级甲等），广播电视播音员不得低于二级甲等（中央廣播電視總台和省级广播电视台一般要求一级甲等）。
2020年因2019冠状病毒病疫情影响，包括北京、上海等大部分地区的考试暂停。